# قشلاق قره ککیل حاجی مطلب
قشلاق قره ککیل حاجی مطلب یک روستا در ایران است که در استان اردبیل واقع شده‌است. قشلاق قره ککیل حاجی مطلب ۸۷ نفر جمعیت دارد.